# Union anarchiste
Ne doit pas être confondu avec Union des anarchistes.
L’Union anarchiste ou UA, a été l’organisation de référence de l’anarchisme organisé en France, dans l’entre-deux-guerres, sous ses différentes appellations : Union anarchiste (1920-1926), Union anarchiste communiste (1926-1927), Union anarchiste communiste révolutionnaire (1927-1934), enfin de nouveau Union anarchiste (1934-1939).

## Concurrence révolutionnaire avec le PCF (1920-1925)
L’Union anarchiste a été constituée au congrès des 14 et 15 novembre 1920 à Paris, par plusieurs fédérations régionales de groupes anarchistes. Parmi elles, la Fédération anarchiste parisienne, créée en décembre 1918, avait relancé en janvier 1919 Le Libertaire, hebdomadaire anarchiste communiste de référence avant 1914. Le Libertaire devait rester, durant tout l'entre-deux-guerres, l'organe de l'UA.
Au sein de l’Union anarchiste se retrouvaient les militantes et militants qui avaient refusé l’union sacrée pendant la Grande Guerre, et qui, tout en soutenant la Révolution russe, avaient refusé de s’aligner sur le gouvernement bolchevik et la IIIe Internationale.
Ses militantes et militants sont actifs au sein de la Confédération générale du travail unitaire, où ils sont en concurrence avec la tendance procommuniste. Lors du Ier congrès confédéral de la CGTU, à Saint-Étienne, en juin 1922, les syndicalistes liés à l’UA soutiennent la motion Besnard (syndicaliste révolutionnaire « pure ») contre la motion Monmousseau (syndicaliste révolutionnaire pro-Moscou). Battus, les anarchistes de l’UA se maintiennent quelque temps à la CGTU avant de retourner, pour beaucoup, à la CGT. Très peu rejoindront la « 3e CGT » formée en 1926 sous le nom de CGT-Syndicaliste révolutionnaire.
En 1923, en région parisienne, l’UA initie le Comité d’action pour la défense des indigènes algériens, animé entre autres par Mohamed Saïl.
De décembre 1923 à avril 1925, au prix de gros efforts, l’UA fait passer Le Libertaire à une périodicité quotidienne. L’expérience cessera faute de moyens financiers, mais le journal aura néanmoins réussi, sur de courtes périodes, à écouler 11 000 exemplaires par jour.

## La crise organisationnelle (1926-1933)
En juillet 1926, au congrès d’Orléans, l’organisation se rebaptise Union anarchiste communiste (UAC) et adopte le « Manifeste d’Orléans », qui tente une conciliation entre les sensibilités individualiste et communiste libertaire. L’année suivante, l’organisation devient exclusivement communiste libertaire en adoptant la plateforme de Nestor Makhno et Piotr Archinov, modifie son fonctionnement et se rebaptise Union anarchiste communiste révolutionnaire (UACR). Elle abandonnera cependant le fonctionnement plateformiste en 1930, les militants ayant jugé son application trop rigide pour une petite organisation comme la leur.
En 1926-1927, l’UA joue un rôle très actif dans la campagne en défense de Sacco et Vanzetti, deux anarchistes italo-américains condamnés à la chaise électrique pour un crime qu’ils n’ont pas commis.
Début 1928, une scission de l’UACR forme l’Association des fédéralistes anarchistes, formée sur les bases de la Synthèse anarchiste proposée par Sébastien Faure.
Les années 1928 à 1933 sont des années de relatif marasme, l’UACR comme l’AFA déployant une faible activité, sur fond général de crise du mouvement ouvrier révolutionnaire.

## Un renouveau sous le signe de l'antifascisme (1934-1936)
En mai 1934, après l’électrochoc des émeutes d’extrême droite du 6 février, l’AFA, l’UACR et d’autres groupes libertaires locaux fusionnent lors d’un congrès d’unité, placé sous les auspices du combat antifasciste. L’organisation réunifiée reprend alors le nom ’'Union anarchiste’', et prend un nouveau départ. Les militants les plus en vue durant les cinq années suivantes sont René Frémont, Nicolas Faucier, Louis Lecoin, Sébastien Faure et Louis Anderson.
Mécontents, une partie des militants les plus ouvriéristes considèrent que l’UA a renoncé à son caractère révolutionnaire et fondent une nouvelle organisation, la Fédération communiste libertaire (FCL).
L’UA, favorable à l’unité d’action antifasciste, se montre cependant très vite critique de la coalition électorale qui se forme entre le Parti radical, le PCF et la SFIO sous le nom de Front populaire. Les anarchistes considèrent que cette coalition, qui veut mettre la lutte de classes sous le boisseau, prélude à une union sacrée patriotique. Cette analyse semble confirmée par la signature, en mai 1935, du pacte Laval-Staline, qui fait de la France une alliée de l’URSS, et qui entraîne un recentrage du PCF. Celui-ci abandonne toute propagande antimilitariste et anticolonialiste et, le 14 juillet 1935, adopte le drapeau tricolore et La Marseillaise.
Les 10 et 11 août 1935, à Saint-Denis, l’UA et la FCL participent ainsi à un grand meeting unissant diverses composantes trotskistes, pacifistes et syndicalistes révolutionnaires pour dénoncer les équivoques du Front populaire, la guerre et l’union sacrée.
Enfin, lors de son congrès des 12 et 13 avril 1936, l’UA prône la formation, avec d’autres tendances d’extrême gauche, d’un « Front révolutionnaire ». A cette occasion, la FCL réintègre l’UA.

## L'acmé: les grèves de juin 1936 et la Révolution espagnole (1936-1937)
Les militantes et militants de l’UA jouent un rôle important durant les grèves de juin 1936. Se forment alors plusieurs groupes anarchistes d’usine. Les effectifs de l’organisation grimpent jusqu’à 4 000 adhérents. La plupart militent à la CGT, qui s'est réunifiée en mars 1936 avec la CGTU. L'UA a salué cette réunification, qui a entraîné y compris quelques syndicats de la CGT-SR dans les métaux et le bâtiment.
Quand éclate la Révolution espagnole, le 19 juillet 1936, un groupe de militants de l’UA autour de Charles Ridel, Charles Carpentier, Saïl Mohamed et Robert Léger partent se battre sur le front d’Aragon, dans les milices anarcho-syndicalistes contre les forces nationalistes. Le Libertaire relate leur expédition.
Durant la guerre d’Espagne, l’UA choisit de taire ses critiques à l’égard de la participation de la CNT espagnole au gouvernement d’union antifasciste. Par la suite, les militants de l’UA, notamment Louis Lecoin et Nicolas Faucier, participent à la fondation et à l’animation de la section française de la Solidarité internationale antifasciste (SIA), une organisation politico-humanitaire impulsée par la CNT espagnole.
En août 1936, réunis en congrès à Toulouse, plusieurs groupes anarchistes hostiles à l’UA forment, autour de Voline et d’André Prudhommeaux, la Fédération anarchiste de langue française (FAF), qui condamne au contraire la politique de la CNT espagnole.

## Le déclin, la guerre et l'Occupation (1938-1944)
En 1938-1939, la défaite de la Révolution espagnole et la montée vers la guerre entraînent une démoralisation au sein de l'Union anarchiste, qui maintient néanmoins sa ligne « pacifiste révolutionnaire ».
En septembre 1939, lors de la déclaration de guerre, l’UA cesse d’exister. Ses militants les plus actifs sont emprisonnés, tués sur le front ou se réfugient à l’étranger. Sous l’Occupation, beaucoup se limitent à un pacifisme « passif » ; d’autres, comme Marcel Guennec et Georges Gourdin, participent à la résistance, notamment au sein du réseau anarchiste de la région parisienne et au sein du réseau anarchiste du Midi.
En 1944, les militants issus de l'UA et de la FAF, présents dans le réseau anarchiste de la région parisienne, décident d'unifier les deux organisations au sein d'une Fédération libertaire unifiée. Ils et elles participeront à la relance du Libertaire en décembre 1944, puis à la fondation de la Fédération anarchiste, en octobre 1945.

## Membres notoires
- Louis Anderson
- Georges Bastien
- André Colomer
- Nicolas Faucier
- Sébastien Faure
- Lucien Feuillade
- René Frémont
- Georges Gourdin
- Marcel Guennec
- Félix Guyard
- Lucien Haussard
- Lucien Huart
- Renée Lamberet
- Pierre Le Meillour
- Louis Lecoin
- Charles Ridel
- Mohamed Saïl